# Zonder titel (Leo Braat)
Aan de Jacob Geelstraat in Amsterdam Nieuw-West bevinden zich drie artistieke kunstwerken zonder titel van Leo Braat.

## Tableaus
In 1955/1956 werd hier een woonwijk ingericht op een terrein waar daarvoor tuinbouwers aan het werk waren. Het landschap onderging een grote verandering met de bouw van dit deel van Slotervaart. Landbouwgebied werd volgebouwd met portiekflats. Braat maakte voor drie van de flats die een zijgevel hebben aan de Jacob Geelstraat tableaus van keramiek. De afbeeldingen grepen daarbij terug op het gebruik van de gronden tot dan toe. Hij beeldde enigszins geromantiseerd af:
- een moeder met kind, een man aan het werk met woning, hooimijt
- de oogst
- omgeploegde akkers met daaromheen dieren tot aan de huiskat aan toe.

De flats waarop de afbeeldingen te zien zijn worden in de periode 2021 tot 2025 afgebroken; de tableaus keren terug in de nieuwbouw.

## Afbeeldingen

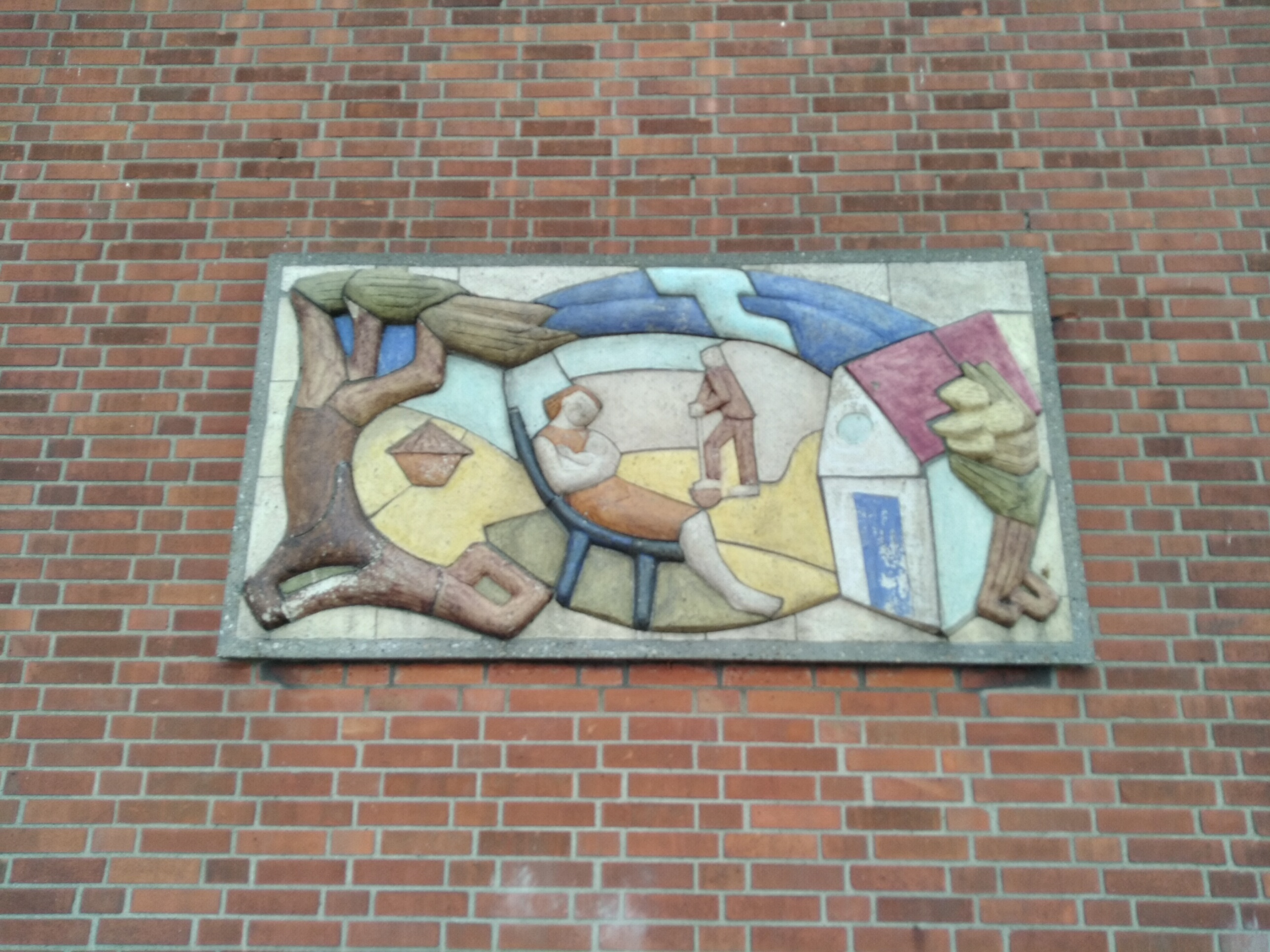
Geveltableau 1 (oktober 2020)
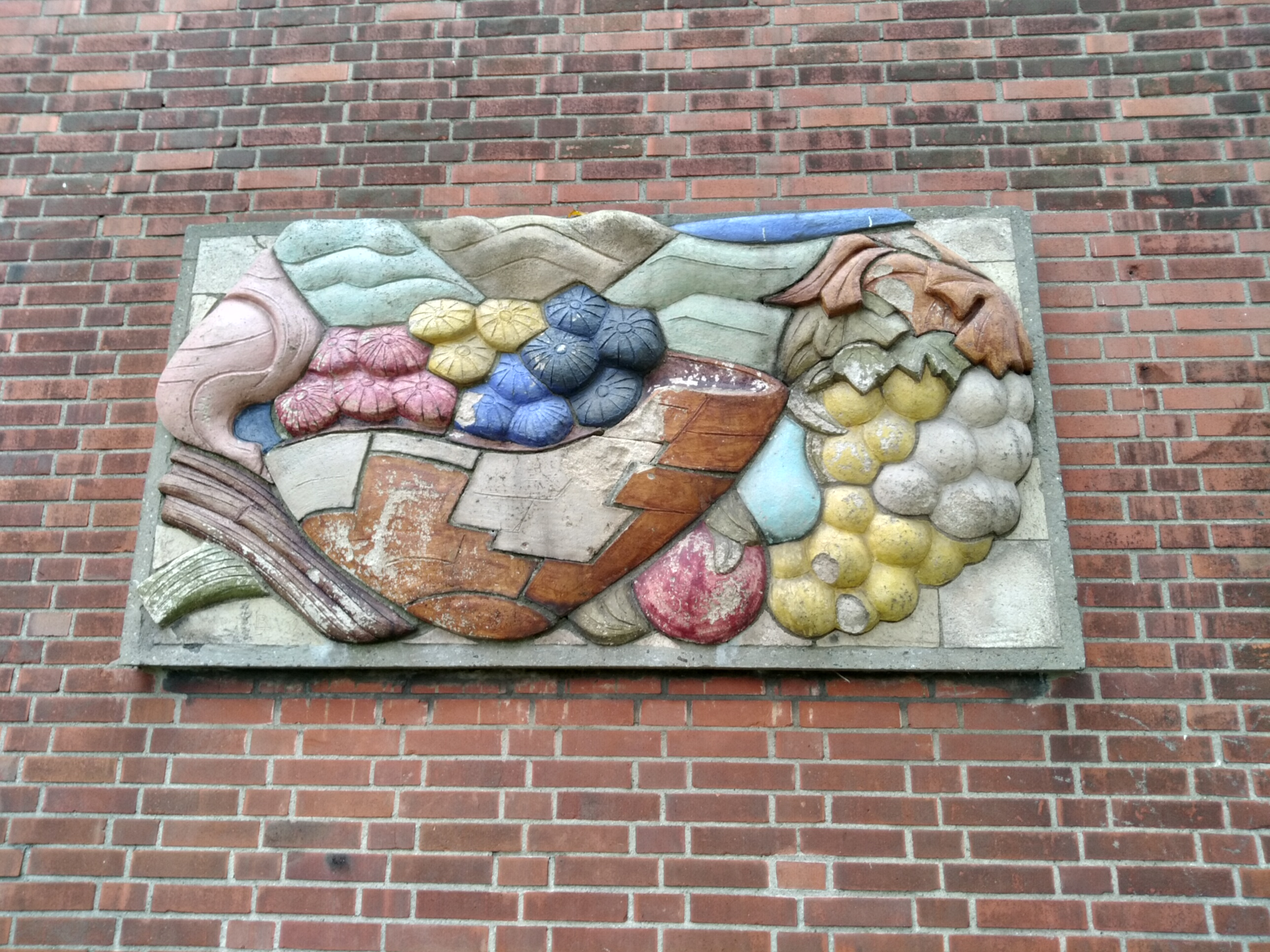
Geveltableau 2 (oktober 2020)
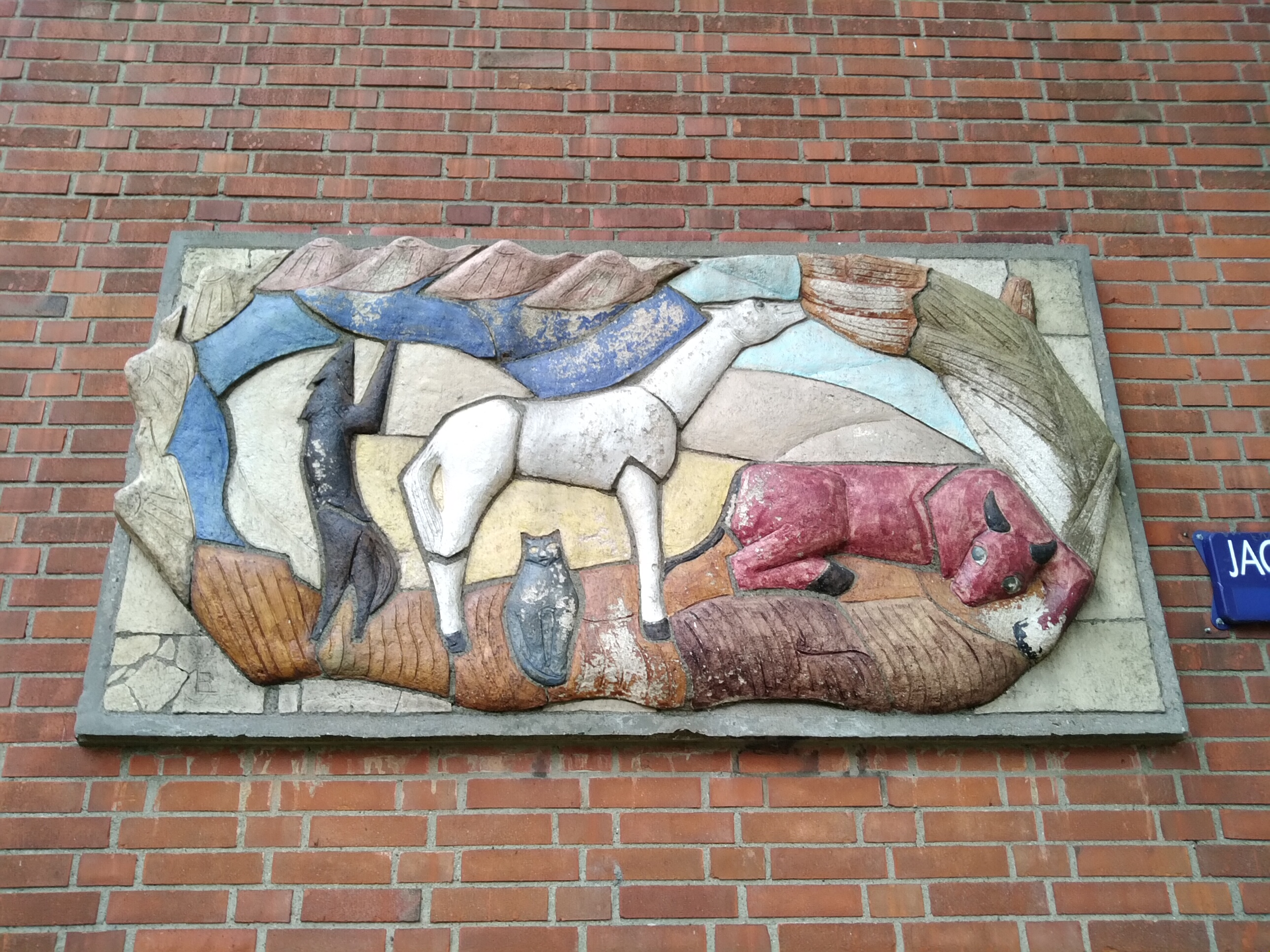
Geveltableau 3 (oktober 2020)